# Lunedì 26 ottobre/Non illuderti
Lunedì 26 ottobre/Non illuderti è il 94° singolo di Mina, pubblicato a ottobre del 1968 su vinile a 45 giri dall'etichetta discografica Ri-Fi.

## Descrizione
Singolo non ufficiale pubblicato da Ri-Fi, da un anno non più l'etichetta della cantante (che fondò la PDU), per sfruttare la visibilità mediatica della cantante, all'epoca mattatrice nella trasmissione televisiva Canzonissima, condotta con Walter Chiari e Paolo Panelli.
Contiene due brani già pubblicati su album, Lunedì 26 ottobre in Mina 2 del 1966, Non illuderti in Mina del 1964.
Il primo fu presentato una sola volta in tv, nella terza puntata (15 aprile 1967) di Sabato sera. Questo video è presente sul DVD Gli anni Rai 1967 Vol. 6, parte di un cofanetto monografico in 10 volumi pubblicato da Rai Trade e GSU nel 2008.
Il lato B, cover della canzone già incisa nel 1957 da Marino Barreto, era stato utilizzato precedentemente in un carosello pubblicitario per la Barilla diretto da Piero Gherardi nel 1966.

## Tracce
Lato A
1. Lunedì 26 ottobre – 2:36 (testo: Franco Califano – musica: Gigi Cichellero, Giuseppe Marchese; edizioni musicali Settebello)

Lato B
1. Non illuderti – 2:55 (testo: Michelino Rizza – musica: Berto Pisano; edizioni musicali Codevilla)